# Domingo sangriento (película)
Domingo sangriento es una película dirigida en 2002 por Paul Greengrass, acerca del llamado Domingo Sangriento, 30 de enero de 1972, en que tropas británicas dispararon contra manifestantes norirlandeses en Derry.  
Pese a estar producida como telefilme, la película se estrenó en el Festival de Sundance el 16 de enero de 2002 y obtuvo el premio del público. Logró también el Oso de Oro del festival de Berlín de 2002, ex aequo con El viaje de Chihiro.

## Contenido
El filme está inspirado por el libro testimonio de Don Mullan Eyewitness Bloody Sunday,  publicado en 1997 y que influyó en el lanzamiento de una investigación oficial al año siguiente por el primer ministro británico Anthony Blair. Muestra los sucesos del 30 de enero de 1972 a través de la mirada de Ivan Cooper, un diputado del Partido Socialdemócrata y Laborista en el Parlamento de Irlanda del Norte que participó en la organización de la manifestación en Derry de la Asociación por los derechos civiles de Irlanda del Norte.  La marcha terminó con los paracaidistas del ejército británico abriendo fuego sobre los manifestantes, causando la muerte a trece de ellos en el momento y a un décimo cuarto cuatro meses y medio más tarde a consecuencia de las heridas sufridas.
La banda sonora incluye un solo tema musical, una versión en concierto de Sunday Bloody Sunday de la banda irlandesa de rock U2, que suena sobre los créditos de cierre de la cinta. 